# حسن البري
حسن خميس البري (5 ديسمبر 1983) لاعب كرة قدم بحريني يلعب حاليا لصالح نادي الدرجة الأولى المالكية البحريني في مركز قلب الدفاع من 2001 كما يجيد اللعب في مركز الوسط المدافع.

## الإنجازات

### الرفاع
- الدوري البحريني الممتاز (1): 2012
- كأس ملك البحرين (1): 2010